# Batalla (música)
Batalla o battaglia es una forma de música propia del Renacimiento y Barroco que imita a una batalla.
La forma renacentista típica se da en la forma de un madrigal para cuatro o más voces que imitan cañones, fanfarrias, gritos, redobles de tambor y otros sonidos de guerra.
La forma barroca es frecuentemente la descripción de una batalla.

## Obras vocales
- Clément Janequin La Guerre o 'La Bataille' - escrita para conmemorar la Batalla de Marignano en 1515, impresa por primera vez en 1529,
- Matthias Werrecore La Battaglia Taliana o Die Schlacht vor Pavia 1544, para 4 voces - en referencia a la batalla de Pavía en 1525.
- Orazio Vecchi Battaglia d'Amor e Dispetto - un diálogo de madrigal extendido- alegórico y no relacionado con una batalla. But closer to the original battaglia genre than Monteverdi's amor versus guerra, contrasts in that composer's 8th Book of Madrigals.
- Mateo Flecha el Viejo La Guerra - una ensalada musical en castellano.
- Claudio Monteverdi Il combattimento di Tancredi e Clorinda (1624)

## Obras instrumentales
- Andrea Gabrieli Battaglia à 8 per strumenti da fiato
- William Byrd "The Battell", para teclado.
- Annibale Padovano Battaglia à 8 per strumenti da fiato
- Heinrich Biber: Battalia à 10 para solo violín, cuerda y continuo.

## Música tardía de batalla, no conocida comobattaglia
- Franz Christoph Neubauer: Sinfonía 'La Bataille' -  Batalla de Focșani 1789
- Ludwig van Beethoven: Wellington's Victory - requiere mosquetones y cañones. Contrasta con el tributo de Haydn Batalla del Nilo que no es una descripción de la batalla.
- Piotr Ilich Chaikovski: 1812 Obertura.
- Serguéi Prokófiev: Batalla en el hielo de Alejandro Nevski - Batalla del Lago Peipus, 1242.
- Dmitri Shostakóvich: primer movimiento de la Sinfonía n.º 7 (Shostakóvich) (sinfonía de Leningrado), a pesar de la negativa de Shostakovich[2]